# Crust
Crust eller crustpunk är en av många extremer och subgenrer inom hardcorepunk. Genren kom till i mitten till slutet av 1980-talet i England, mycket som en fortsättning på det tidiga 1980-talets anarkopunk-scen. Kängpunk och Crustpunk tillhör mer eller mindre samma musikaliska genre. En del av banden som brukar räknas till den första vågen av genren är Hellbastard, Antisect, Amebix, Deviated Instinct och Axegrinder. 
Influenserna musikaliskt var dels mycket av utvecklingen inom extrem hardcorepunk från i stort sett överallt i världen där den genren fanns - Europa, Nordamerika, Brasilien, Japan och så vidare. Det vill säga mycket av det som skandinavisk kängpunk som genre både förväxlas med, men enligt vissa även ses som en del av, som till exempel Crude SS och Anti Cimex. Den är även starkt influerad av dåtidens tyngre metal och kanske främst grindcore - en annan extrem genre som utvecklades samtidigt i Storbritannien. Metalband som Napalm Death och Bolt Thrower hade starka band till denna del av hardcorescenen, när "genrens" föregångare oftast kallades stenchcore.
Förutom musiken, som kan beskrivas som väldigt distorterad och oftast "brölig", är genren känd för en speciell estetik och något av en subkultur, även dessa med starka rötter från anarkopunk. Amebix och Antisect släppte skivor innan genren egentligen utvecklades, där brukar man till exempel se kopplingen till anarkopunk musikaliskt.
Till den andra vågen band hörde bland andra Disrupt, Extreme Noise Terror och Nausea. 
På 1990-talet började kängpunkband få starkare musikaliska kopplingar till den tidigare metalliska delen av genren.
I mitten av 1990-talet tog vissa band (till exempel Skitsystem och Wolfbrigade) genren som grund och utvecklade ett enligt många ännu mer ångestladdat sound. Många band - som är långt ifrån extremen eller arketypen av "soundet" utan snarare är hardcoreband generellt - har med det som grund fortsatt en vidare utveckling (till exempel Tragedy, His Hero Is Gone, To What End?, Totalt Jävla Mörker och så vidare) vilket har skapat ett något bredare intresse för genren.